# Versalhes
Versalhes (em francês Versailles) é uma cidade no departamento de Yvelines, região da Ilha de França. Cidade artificial, criada a partir do zero por vontade do rei Luís XIV, Versalhes foi a sede do poder político durante um século, entre 1682 e 1789, antes de se tornar o berço da Revolução. Depois de perder o seu estatuto como "cidade real", torna-se a capital de um departamento, o Sena e Oise, em 1790, depois o Yvelines em 1968 e um bispado. É hoje uma cidade de sectores residenciais e de serviços como subúrbio de Paris, mais conhecida pelo seu castelo, o famoso Palácio de Versalhes, seus jardins, museus nacionais, estão na lista do patrimônio mundial da UNESCO e são destino turístico de primeiro plano.

## Geografia
A cidade de Versalhes está cerca de dez quilômetros a sudoeste de Paris. As comunas vizinhas são Vaucresson, Marnes-la-Coquette e Ville-d'Avray a nordeste (todas as três comunas dos Altos do Sena), Viroflay a leste, Vélizy-Villacoublay e Jouy-en-Josas a sudoeste, Buc ao sul, Guyancourt ao sudoeste, Saint-Cyr-l'École a oeste, Bailly e Rocquencourt a noroeste e Le Chesnay ao norte.

## História

### As origens
O sítio de Versalhes provavelmente não foi habitado na pré-história na medida em que não foi encontrado nenhum vestígio arqueológico. No entanto, como os terrenos foram fortemente perturbados durante a construção do castelo e o desenvolvimento do parque, alguns vestígios podem ter sido destruídos. Nas imediações, passagens cobertas da época neolítica, pertencendo à civilização "Seine-et-Marne-Oise" foram encontradas em L'Étang-la-Ville e em Marly-le-Roi.
Na época dos galo-romanos, o sítio estava no traçado da via que ia de Paris a Normandia via Villepreux e Neauphle-le-Château.
A primeira menção de Versalhes é citada em uma carta, datada do ano 1038, da Abadia de Saint-Père de Chartres na qual é citado o nome de um senhor local, um certo Hugues de Versailles (Hugo de Versalliis). Este seria o primeiro senhor conhecido de Versalhes.

### O tempo dos reis

#### Sob Luís XIII
Em 1623, o rei Luís XIII construiu um encontro de caça em um terreno de cento e dezessete arpentes (cerca de 350 hectares) comprado de vários proprietários.
Em 8 de abril de 1632, Luís XIII comprou a totalidade do senhorio de Versalhes de seu último senhor, Jean-François de Gondi, arcebispo de Paris pela soma de 66 000 libras. Este é o ponto de virada da instalação da realeza em Versalhes. No mesmo ano, nomeou seu criado, Arnault, como governador de Versalhes, cuja função era administrar o domínio, isto é, tanto a cidade quanto o castelo.
Em 1634, foi concluído o trabalho confiado ao arquiteto Philibert Le Roy. A primeira mansão foi reconstruída e ampliada no local no estilo "Luís XIII".
Com a morte do rei, em 1643, a vila de Versalhes ainda não havia mudado.

#### Sob Luís XIV
Para promover a construção da cidade, o rei Luís XIV fez duas importantes decisões, em 22 de maio de 1671, ao doar terrenos a erguer contra o compromisso de construir e o pagamento de uma taxa, modesta, de cinco sols por acre e em 24 de novembro de 1672 tornando incontáveis os imóveis construídos.
Em 1673, foi decidida a destruição da antiga vila de Versalhes. Uma nova igreja Saint-Julien, destinada a substituir a da antiga vila, foi construída em 1681-1682 perto do novo cemitério de la Ville Neuve. Já em 1684, começou o trabalho de construção da nova igreja Notre-Dame para substituí-la. Localizada no eixo da rue Dauphine, ela foi consagrada em 1686 e se tornou a paróquia real de Versalhes.

## Geminação
Versalhes não estabeleceu geminações propriamente ditas, mas mantém relações com as cidades reais ou imperiais. Este é o caso de Nara, antiga cidade imperial do Japão e de Pushkin, a antiga residência de verão dos czares da Rússia.
A cidade também pratica ações seletivas de solidariedade internacional com países em desenvolvimento.
- Nara (Japão)
- Pushkin (Rússia), a 26 km de São Petersburgo
- Canberra (Austrália)
- Giessen (Alemanha)
- Taipé (Taiwan)
- Cartago (Tunísia)[10]; desde 28 de junho de 1998
- Potsdam (Alemanha)[11][12][13]; desde 11 de junho de 2016
- Gyeongju (Coreia do Sul)[10]

## Educação
- Institut supérieur international du parfum, de la cosmétique et de l'aromatique alimentaire
- Universidade de Versalhes Saint Quentin en Yvelines